# Gerd Leers
Gerardus Bernardus Maria (Gerd) Leers (ur. 12 lipca 1951 w Kerkrade) – holenderski polityk i samorządowiec, parlamentarzysta, w latach 2002–2010 burmistrz Maastricht, od 2011 do 2012 minister ds. imigracji i azylu.

## Życiorys
W latach 1969–1975 studiował planowanie przestrzenne na Katholieke Universiteit Nijmegen. Pracował w ETIN, instytucie ekonomiczno-technologicznym w Brabancji Północnej. Później zatrudniony m.in. w administracji prowincji. Od 1989 prowadził własną działalność gospodarczą w branży konsultingowej.
W latach 1975–1976 należał do Partii Pracy (PvdA). W 1979 wstąpił do Apelu Chrześcijańsko-Demokratycznego (CDA). W latach 1982–1990 był radnym w Goirle, przewodniczył frakcji radnych CDA. W latach 1990–2002 sprawował mandat posła do Tweede Kamer.
Od lutego 2002 do marca 2010 zajmował stanowisko burmistrza Maastricht. Od października 2010 do listopada 2012 w rządzie premiera Marka Rutte pełnił funkcję ministra bez teki odpowiedzialnego za imigrację i politykę azylową, a od grudnia 2011 również za integrację. Powrócił następnie do działalności w sektorze prywatnym.
Oficer Orderu Oranje-Nassau (2012).